# Bektaši
Bektaši so islamska verska bratovščina, ki sledi naukom Hadžija Bektaša Velija, anatolskega mistika in derviša iz 13. stoletja. Bektaši so privrženci islamskega misticizma (sufizma), blizu šiitski veji islama.
V osmanskem obdobju se je bektašizem iz Anatolije razširil na Balkan, zelo vplivni pa so bili med janičarji. Bektaši niso spoštovali družbene hierarhije ter razširjenih običajev in obredov, kar se je izrazilo v neštetih šalah o Bektašijih.
Danes se je ta nauk še posebej ohranil med Albanci v Albaniji, Makedoniji in na Kosovu.

## Zgodovina
Izvor derviškega reda bektašijev je vezan na jesevije, s tem da ga zaradi številnih drugih vplivov ni mogoče preprosto ovrednotiti kot vejo derviškega reda jesevija.  Zadnje močno središče Jesevijev je bil Turkestan, po njegovi oslabitvi so derviši tega reda začeli tavati po svetu in prejeli atribut "tavajoči derviši". Po določenem času se je nekaj teh dervišev pridružilo turški vojski.
Ustanovitelj bektašija je hadži Bektaš iz Horosana. Pred mongolsko invazijo na seldžuško državo je prišel v Anatolijo, kjer je umrl okoli leta 1337 (Hadži Bektaš je umrl v 13. stoletju, mislim, da leta 1227). Bektaški derviški red se je v glavnem razširil po evropskih delih države. Nekatere njihove značilnosti so bile: življenje zunaj mesta, a v neposredni bližini, razlikovanje od drugih ljudi in celibat posebnega duhovnega razreda znotraj reda.
V 15. stoletju je sultan Murat I. (sultan Murat je umrl leta 1389, zato v 15. stoletju ni mogel oblikovati janičarjev) v osmansko vojsko uvedel nov vojaški red - janičarje (yeni - nov, cheri - četa). Janičarji so bektašije sprejeli za duhovne svetovalce. Zaradi številnih vplivov bektaši niso bili »ortodoksni«, verovanja sunitov niso v celoti sprejeli, vendar jih takratni Ulemi niso preganjali. Razlog za to je močna povezanost z janičarji, tedanjimi nosilci turške osmanske države.
Leta 1501 je bil Bâlim Sultan (umrl 1516) imenovan za vodjo osrednje bektaške tekije Pîr Evi tekke v mestu Koj blizu Kirşehirja. Imenoval se je "Drugi Pîr" (Pîr Sânî). Bâlim Sultan uvaja nekaj novosti. Nekateri člani reda so zavrnili Bâlim Sultanove reforme in prej edinstvena skupnost bektašijev se je razdelila na privržence Bâlim Sultana, nekateri jih imenujejo Baba, in privržence naukov Hadži Bektaša Velija - Celebija. Rezultat delitve je bila zmaga slavnih. Ohranili so prednost nad tekijo Pîr Evi, pa tudi vodilno vlogo v redu nasploh. V 16. stoletju je Sersam Ali-baba (umrl 1589) vzpostavil najvišji položaj v hierarhiji reda - dedek-baba. Nekje do druge polovice 17. stoletja je bilo mesto vrhovnega skrbništva stvar izbire. Od okoli leta 1750 je senijorstvo nad redom postalo dedno.
Do zadnjega spopada znotraj bektaškega reda je prišlo med vladavino Ahmeda Jalaluddina Celebija. Nato so se oblikovale tri skupine: prva, ki so jo poimenovali pravi bektaši in je prevladujoča; druga se je imenoval Dede (sovražniki so jih imenovali »kajar«, kar pomeni »razbojniki«); tretji so Celebi (ki so jih imenovali "murteti", tj. ljudje, ki so zapustili islam).
Ko je bil janičarski red leta 1826 ukinjen, se je začelo veliko preganjanje bektašijev. Bili so pobiti, aretirani, zaprti, njihovo premoženje je bilo zaplenjeno, njihove zbirke pa uničene ali zaplenjene. Preživele skupine so še naprej delovale v tajnosti in popolni izolaciji.

## Poezija
Poezija ima pomembno vlogo pri prenosu bektaške duhovnosti. Več pomembnih pesnikov osmanske dobe je bilo bektašijev in Yunus Emre, najbolj cenjen pesnik turškega jezika, je na splošno priznan kot pripadnik reda bektašijev.
Tako kot mnogi sufiji so bili tudi bektašiji precej ohlapni pri spoštovanju vsakodnevnih muslimanskih zakonov, tako ženske kot moški so sodelovali pri obrednem pitju vina in plesu med pobožnimi obredi. Bektaši na Balkanu so prilagodili krščanske običaje, kot sta obredno deljenje kruha in spovedovanje grehov. Bektaški mistični spisi so bogato prispevali k sufijski poeziji.

## Hierarhija skupnosti
Tako kot večina drugih sufijskih redov je tudi bektašizem iniciacijski in člani morajo prehoditi različne ravni ali stopnje, ko napredujejo po duhovni poti do Resničnosti. Spodaj so navedena turška imena, ki jim sledijo njihovi arabski in albanski ustrezniki.
1. Člani prve stopnje se imenujejo aşıks عاشق (albansko ashik). To so tisti, ki niso sprejeli iniciacije v red, vendar jih ta vseeno privlači.
2. Po iniciaciji (imenovani nasip) postaneš mühip محب (albansko muhib).
3. Po določenem času kot mühip lahko nekdo sprejme nadaljnje zaobljube in postane derviš.
4. Naslednja stopnja nad dervišem je baba. baba (dosl. oče) (albansko atë) velja za vodjo |teke in je usposobljen za duhovno vodstvo ( irshad إرشاد).
5. Nad babo (albansko gjysh) je rang halife-baba (ali dede , dedek).
6. Dedebaba (albansko kryegjysh) tradicionalno velja za najvišjo avtoriteto v redu bektašijev. Tradicionalno je bila rezidenca »dedebabe« Pir Evi (Svetnikov dom), ki je bil v svetišču hadži Bektaš Wali v osrednjem anatolskem mestu Hacıbektaş (aka Solucakarahüyük), znanem kot kompleks Hajibektash.

Tradicionalno je bilo teh hierarhičnih rangov dvanajst, najvišji je bil dedebaba (praded).

## Svetovni bektaški kongres
Svetovni bektaški kongres, imenovan tudi nacionalni kongres bektašijev, konferenca, na kateri člani skupnosti bektašijev sprejemajo pomembne odločitve, je že večkrat potekal v Albaniji. Od leta 1945 poteka izključno v Tirani. Najdaljši presledek med dvema kongresoma je trajal od leta 1950 do 1993, ko med komunistično vladavino v Albaniji kongresi niso mogli biti organizirani.

## Galerija
- Arabati Baba Teke v Tetovu
- Bektaška tekija v Đakovici (Đakovica) na Kosovu, ustanovljena leta 1790
- Kutuklu Baba Tekke v Grčiji
- Bektaška tekija na hribu Kuz-Baba v mestu Vlorë v Albaniji
- Demir Baba Teke blizu Sveshtari, Bolgarija (16. stoletje)
- Svetovni sedež bektašijske skupnosti v Tirani, Albanija